# Colonia Democrática
Colonia Democrática är en ort i Mexiko.   Den ligger i kommunen Acapulco de Juárez och delstaten Guerrero, i den södra delen av landet, 290 km söder om huvudstaden Mexico City. Colonia Democrática ligger 29 meter över havet och antalet invånare är 299.
Terrängen runt Colonia Democrática är kuperad åt nordväst, men åt sydost är den platt. Runt Colonia Democrática är det tätbefolkat, med 397 invånare per kvadratkilometer. Närmaste större samhälle är Acapulco, 8,8 km väster om Colonia Democrática. Omgivningarna runt Colonia Democrática är en mosaik av jordbruksmark och naturlig växtlighet.